# Staberder

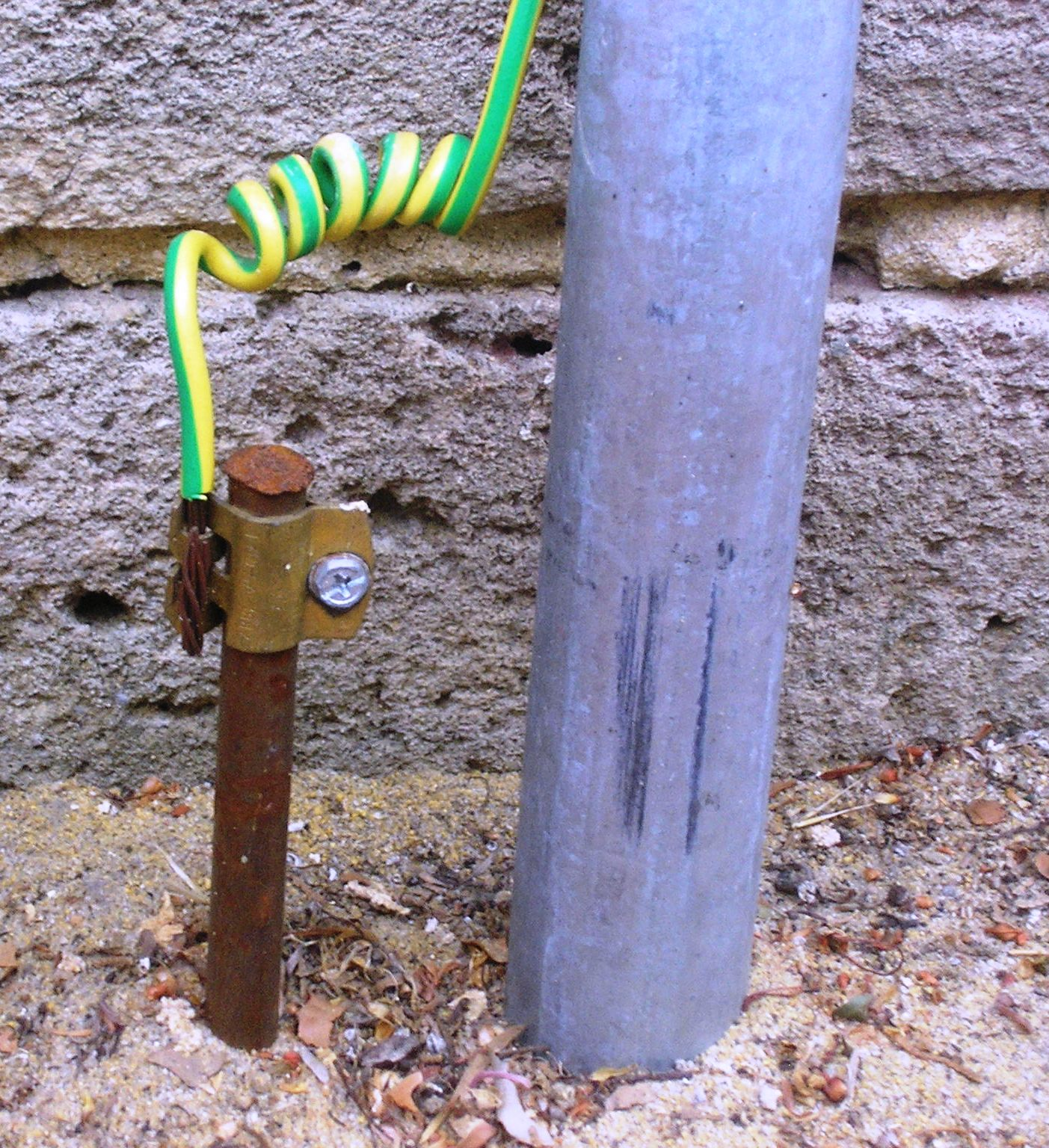
Im Boden eingeschlagener Staberder

Ein Staberder (auch Erdungsstab) ist ein meist aus verzinktem Stahl oder Edelstahl bestehender Metallstab, der in den Boden eingeschlagen wird. Die Länge beträgt zwischen einem Meter und mehreren Metern. Am unteren Ende ist er angespitzt, an seinem anderen Ende besitzt er eine Vorrichtung zum Anschluss einer Leitung.
Durch das Einschlagen des Staberders in den Boden wird eine elektrische Verbindung zwischen dem Erdreich und der an der Anschlussvorrichtung angeschlossenen Leitung hergestellt. Diese Leitung kann wiederum an einen Potentialausgleich oder eine elektrische Anlage angeschlossen werden, um eine Erdung herzustellen. Die Qualität der Erdung hängt in erster Linie von der Bodenbeschaffenheit ab. Eine Erdung muss bestimmte Anforderungen, insbesondere was den Erdungswiderstand angeht, erfüllen. Deswegen müssen unter Umständen auch mehrere Staberder gemeinsam verwendet werden.
Ein Staberder wird beispielsweise zur Erdung eines Baustromverteilers oder einer provisorisch errichteten elektrischen Anlage verwendet, oft auch bei der nachträglichen Einrichtung einer Erdung sowie bei Anlagen, in denen der Einsatz eines Fundamenterders unzweckmäßig ist oder gänzlich ausscheidet.

## Prüfung
Das Vorhandensein eines Potentialerders allein bietet noch keine Gewähr für dessen Tauglichkeit und eine sichere Erdung. Daher muss nach dem Einrichten eines Potentialerders eine Prüfung auf Ableitung von Fehlerströmen nach VDE 0100 und VDE 0105 erfolgen.